# Georgij Iljics Rjabov
Georgij Iljics Rjabov, oroszul: Георгий Ильич Рябов (Tallinn, 1938. augusztus 23. – Moszkva, 2020. június 16.) szovjet válogatott orosz labdarúgó, hátvéd.

## Pályafutása

### Klubcsapatban
1954 és 1956 között a Gyinamo Tallinn, 1957-ben a Gyinamo Moszkva labdarúgója volt. 1957 és 1959 között ismét a tallinni csapatban szerepelt, majd újra a Gyinamo Moszkva játékosa lett. A moszkvai csapattal egy szovjet bajnoki címet és két szovjetkupa-győzelmet ért el.

### A válogatottban
1963 és 1965 között öt alkalommal szerepelt a szovjet válogatottban.

## Sikerei, díjai
Gyinamo Moszkva
- Szovjet bajnokság
  - bajnok: 1963
- Szovjet kupa
  - győztes (2): 1967, 1970